# Coppel (warenhuis)
Coppel is een landelijke warenhuisketen in Mexico. Het hoofdkantoor van de in 1941 opgerichte keten is gevestigd in Culiacán (Sinaloa). Het bedrijf is bekend om het eenvoudig verstrekken van krediet en het kopen op afbetaling via tweemaandelijkse termijnen.

## Geschiedenis
Coppel werd opgericht door Enrique Coppel Tamayo, die in 1941 een winkel opende in Mazatlán en later naar Culiacán verhuisde. In 1990 telde de keten 24 winkels. In 2002 kocht het bedrijf de schoenenwinkelketen Canadá, waardoor het een van de belangrijkste retailers van Mexico werd, niet alleen op het gebied van schoenen, maar ook van mobiele telefoons, kleding, televisies en meubels.
Coppel stond op de 156e plaats van de grootste retailers ter wereld met een omzet van US$6,156 miljard over het fiscale jaar 2015, volgens Deloitte. In 2016 schreef het tijdschrift Expansión dat het een van de honderd grootste bedrijven in Mexico was, met een omzet die hoger is dan die Sears Mexico, El Palacio de Hierro en Famsa. In 2015 kocht het de warenhuisketen Viana met 51 winkels, waarna deze werden omgebouwd tot Coppel-winkel. Hiermee was een bedrag van omgeveer US$150 miljoen gemoeid.
In 2020 introduceerde Coppel het opleidingsprogramma Universidad Corporativa Coppel voor werknemers die minimaal 3 maanden in dienst waren, evenals voor directe familieleden, met als doel het personeel beter gekwalificeerd te maken en professioneel te laten groeien.